# Anne Oldfield

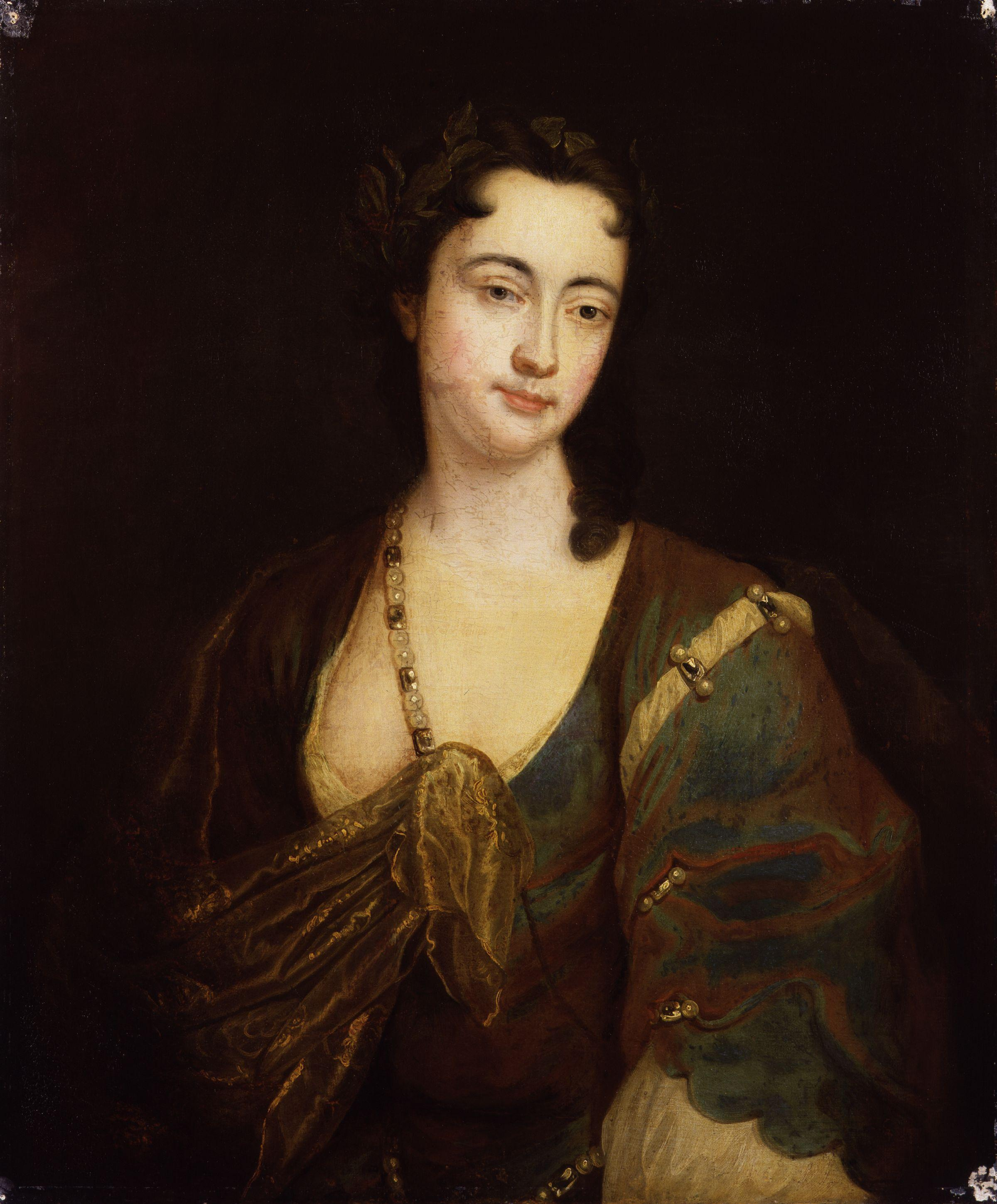
Anne Oldfield, von einem unbekannten Künstler, in der National Portrait Gallery

Anne Oldfield (* 1683 in London; † 23. Oktober 1730 ebenda) war eine englische Schauspielerin und ein Theaterstar ihrer Zeit.

## Jugend und Entdeckung
Sie wurde in London als Tochter von Anne Gourlaw und William Oldfield, einem Soldaten, geboren. Der Vater verließ die Familie, sodass Anne sich schon früh als Näherin in der King Street in Westminster verdingen musste. Sie und ihre Mutter lebten mit dem Wirt der Mitre Taverne in St. Jame’s Market zusammen. Trotz ihrer ärmlichen Herkunft muss Oldfield eine solide Grundbildung genossen haben, da ihre Biografen berichten, dass sie in ihrer frühen Jugend unersättlich gedruckte Theaterstücke verschlang. 1699 zog sie das Interesse George Farquhars auf sich, als er, in jener Taverne sitzend, zufällig mithörte, wie sie in einem Hinterzimmer Zeilen aus The Scornful Lady (von Francis Beaumont und John Fletcher, 1616) rezitierte. Kurz darauf wurde sie von Christopher Rich an das Theatre Royal Drury Lane engagiert.

## Karriere
Es dauerte fast ein Jahr, bis sie ihre erste kleine Rolle erhielt – als Candiope in „Secret Love; or, The Maiden Queen“ (von John Dryden, 1699). Später erhielt sie die Hauptrolle in „The Pilgrim“ (von John Fletcher, 1647). Allerdings war Oldfield bis zum Sommer 1703 nicht wirklich bekannt. Das änderte sich, als die Schauspielerin Susanna Verbruggen eine Reise der Kompanie nach Bath, welche anlässlich einer Vorstellung vor Queen Anne und ihrem Hof unternommen werden sollte, aus Krankheitsgründen absagte.
Oldfield wurde zu einer der führenden Schauspielerinnen am Drury Lane. Colley Cibber bestätigt, dass der Erfolg seines Stücks The Careless Husband (1704), in dem sie die Rolle der Lady Modish übernahm, zu gleichen Teilen ihm und ihr zu verdanken sei. Über ihre Darstellung der Lady Townly in seinem „The Provok'd Husband“ von 1728, sagte Cibber „dass sie hier ihre gewohnte Überbietung noch überbot.“  Sie spielte auch die Hauptrolle in „Epicoene, or the Silent Woman“ (von Ben Jonson, 1609; siehe auch Die schweigsame Frau) und Celia in „Volpone“ (Ben Jonson, 1606). Auch in vielen Tragödien brillierte sie.

## Aufstieg zum Star
Der Klatsch Londons glaubte, dass es im Bestreben um die besten Rollen zur Rivalität zwischen Oldfield, Anne Bracegirdle, Jane Rogers und Susanna Centlivre kam. 1706 gab es zwischen Oldfield und der Theaterleitung des Drury Lanes einen Disput über die zugesicherte Gage. Als das Theater sich weigerte diese Zusage anzuerkennen, verließ Oldfield das Haus und schloss sich der konkurrierenden Schauspieltruppe um Thomas Betterton am Her Majesty’s Theatre (Haymarket) an. Dort traf sie auf Anne Bracegirdle, mit welcher sie sogleich in eine Konkurrenz um die Zuschauergunst trat. Es wird erzählt, dass einmal das Publikum entscheiden sollte, welche die beliebteste Schauspielerin sei und das Theater hierfür das Stück „Amorous Widow“ (von Betterton) an zwei aufeinanderfolgenden Abenden ansetzen ließ. Die beiden Rivalinnen spielten jeweils die Rolle der Mrs. Brittle. Als sich herausstellte, dass das Publikum ihre Rivalin bevorzugte, verließ Anne Bracegirdle die Theaterbühne und trat nur noch einmal 1709 zu Bettertons Gunsten auf.
Als das Management des Drury Lane einlenkte und Oldfield einen neuen, gut dotierten Vertrag sowie Anteile des Theaters anbot, kehrte sie recht bald ins Drury Lane zurück. Bei einer anderen Gelegenheit wurde Oldfield angeboten, Intendantin zu werden, „doch ihr Geschlecht wurde als Malus für diesen Aufstieg betrachtet“. Als Oldfield aufgefordert wurde, ihre eigenen Bedingungen für den Verbleib in ihrer alten Position zu benennen, erhielt sie 200 Guineen und wurde später auf 500 Guineen angehoben – damit galt Oldfield als die bestbezahlte Schauspielerin ihrer Zeit.

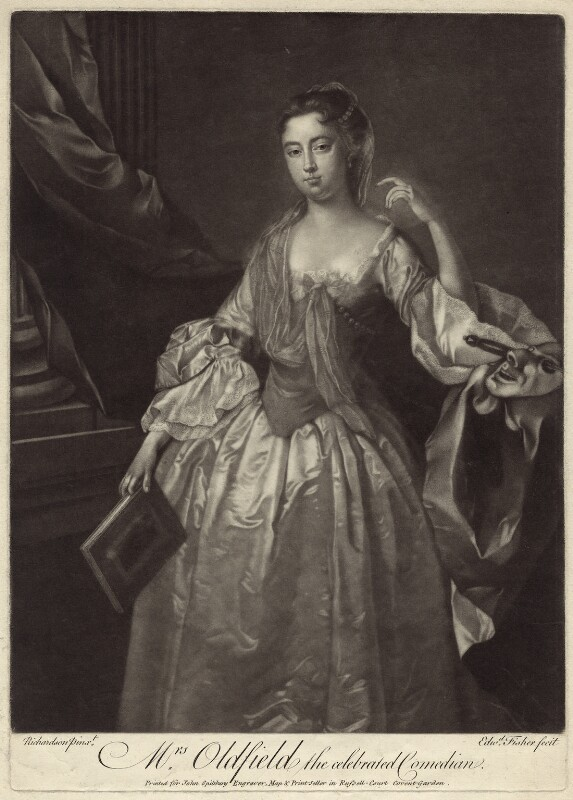
Anne Oldfield am Covent Garden, circa 1760–1785

## Privatleben
Anne Oldfield unterhielt, beginnend mit der Jahrhundertwende, eine zehnjährige Beziehung zu dem Politiker Arthur Maynwaring (Whig). Es war üblich, dass die, damals in der Regel schlechtbezahlten, Schauspielerinnen finanziell von ihren Liebhabern abhängig waren. Oldfield blieb aufgrund ihrer üppigen Gage jedoch unabhängig von Maynwaring. Er unterstützte aber ihre Karriere, indem er ihr bei der Einstudierung neuer Rollen half und mehr als ein Dutzend Prologe und Epiloge für sie schrieb. Als sie mit ihrem gemeinsamen Sohn Arthur schwanger wurde, arbeitete Oldfield so lange weiter, bis sie körperlich nicht mehr dazu in der Lage war. Das war eine ungewöhnliche Haltung in einer Zeit, in der die meisten Schauspielerinnen während der gesamten Dauer ihrer Schwangerschaft unter Druck gesetzt wurden, Urlaub zu nehmen. Nach der Geburt kehrte sie bereits nach drei Monaten wieder auf die Bühne zurück.
Als Maynwaring 1712 starb, Oldfield wurde mit Gerüchten konfrontiert, dass er an einer von ihr übertragenen Geschlechtskrankheit gestorben sei. Um ihre Namen reinzuwaschen, ließ sie eine offizielle Autopsie ihres ehemaligen Geliebten durchführen, aus der hervorging, dass er an Tuberkulose gestorben war. Zu dieser Zeit war Oldfield im dritten Monat schwanger; es wird angenommen, dass das Kind die Geburt nicht überlebte.
Einige Jahre nach dem Tod von Maynwaring begann Oldfield eine Beziehung mit Charles Churchill, einem britischen Generalleutnant der Armee. Die beiden lebten viele Jahre zusammen und hatten einen Sohn, Charles Churchill. Ihre Schwangerschaft war durch viele Begleitbeschwerden begleitet und sie war gezwungen, das Theater für einige Monate zu verlassen. Sie hat sich gesundheitlich nie wieder richtig erholt.
Während ihrer letzten Theatersaison litt sie unter chronischen Bauchschmerzen. Sie zog sich dann im April 1730 von der Bühne zurück und starb einige Monate später an Gebärmutterkrebs.

## Tod und Begräbnis
Anne Oldfield war das Theateridol ihrer Zeit. Ihr exquisites Schauspiel und ihre damenhafte Haltung begeisterten ihre Zeitgenossen und ihre Schönheit und Großzügigkeit fand unzählige Lobredner, aber auch höhnische Neider. Alexander Pope reimte über sie in seinem Sober Advice from Horace:
 „Engaging Oldfield, who, with grace and ease,
 Could join the arts to ruin and to please.“
Oldfield war 47 Jahre alt, als sie am 23. Oktober 1730 in London starb (60 Grosvenor Street). Die Bevölkerung Londons zeigte sich über ihr Ableben bestürzt. Sie vermachte ihren überaus großen Besitz an ihre beiden Söhne. Sie wurde in der Westminster Abbey beigesetzt, nahe dem Monument von William Congreve. Ihr Lebenspartner Churchill bat um die Erlaubnis, ein Monument für sie zu errichten, aber der Dekan von Westminster verweigerte dies.

## Bedeutende Rollen
- 1699, Candiope – „Secret Love, or The Maiden Queen“ von John Dryden.[22]
- 1679, Alinda – „The Pilgrim“ von John Fletcher.[23]
- 1704, Lady Modish – „The Careless Husband“ von Colley Cibber.[11]
- 1706, Celia – „Volpone“ von Ben Johnson.[24]
- 1707, A Silent Woman – „Epicœne, or The Silent Woman“ von Ben Johnson.[25]
- 1707, Florimel - „Marriage A La Mode“ von John Dryden.[26]
- 1709, Rutland - „The Unhappy Favourite, or The Earl of Essex“ von John Bankes.[26]
- 1709, Leonara - “Sir Courtly Nice, or It Cannot Be” von John Crown.[26]
- 1709, Carolina- “Epsom Wells” von Thomas Shadwell.[26]
- 1709, Elvira - “The Spanish Fryer, or The Double Discovery” von unbekannt.[26]
- 1709, Narcissa - “Love's Last Shift” von Colley Cibber.[26]
- 1709, Maria – “The Fortune Hunters, or Two Fools Well Met” von James Carlile.[26]
- 1709, Lady Lurewell – “The Constant Couple, or A Trip To The Jubilee” von George Farquhar.[26]
- 1709, Hellena – “The Rover, or The Banish'd Cavilier” von Aphra Behn.[26]
- 1709, Estifania – “Rule a Wife and Have a Wife” von John Fletcher.[26]
- 1709, Mrs Sullen - „The Stratagem and other Stories“ von Aleister Crowley.[26]
- 1709, Widow - „Wit Without Money“ von John Fletcher.[26]
- 1709, Wanton Wife - „The Wanton Wife“ von Thomas Betterton.[26]
- 1709, Constantina – „The Chances“ von John Fletcher[26]
- 1709, Belinda - „The Man's Bewitched“ von Mary Pix.[26]
- 1712, Andromache – „Distrest Mother“ von Ambrose Philips.[27]
- 1713, Marcia - „Cato, a Tragedy“  von Joseph Addison.[28]
- 1713. Jane Shore „The Tragedy of Jane Shore“ von Nicholas Rowe
- 1728, Lady Townly- „The Provok’d Husband“ von Colley Cibber.[1]